# Teatro della Compagnia
Il Teatro della Compagnia si trova a Firenze, in via Cavour 50 rosso. Occupa un lotto stretto, tutto sviluppato in profondità, ed ha l'affaccio secondario ad est su via Ricasoli, parallela a via Cavour. Si tratta di uno dei teatri più recenti della città, creato dall'architetto Adolfo Natalini.

## Storia
Il progetto, commissionato a Natalini dalla società Fondiaria nel 1984, prevedeva la trasformazione del preesistente cinema Modernissimo (realizzato nel 1921 e successivamente rinnovato) in sala teatrale, da destinarsi a sede stabile del Teatro Regionale Toscano.
I lavori, avviati dopo una lunga fase di studio, si conclusero nella primavera del 1987, con l'inaugurazione del teatro nel maggio dello stesso anno.
Nella sua breve vita da quando fu riaperto, il Teatro vide passare i migliori attori e le migliori compagnie teatrali. Ebbe un gran successo da subito in termini di pubblico, di critica e di abbonati. I direttori furono Franco Giannoni e Paolo Emilio Poesio. 
Il progetto di Natalini tenne in assoluta considerazione, sin dalle prime fasi, il rispetto dell'insediamento originario e delle stratificazioni storiche in esso presenti, conferendo addirittura a tali elementi il ruolo di nucleo costituente e generatore delle nuove soluzioni: si veda ad esempio l'enfatizzazione dell'asse longitudinale e del muro di cinta dell'ex-giardino Bastogi, il cui portale bugnato acquistò rinnovata vitalità, e l'intelligente recupero della colonna e dei peducci ionici nell'esedra del bar o della cornice in pietra della porta-specchio del foyer.
A seguito del fallimento del Teatro Regionale Toscano, l'edificio è passato alla gestione Cecchi Gori, divenendo semplice sala cinematografica. Fallito anche il gruppo Cecchi Gori il teatro è stato chiuso e solo saltuariamente ospita spettacoli teatrali.
Dal 2016, grazie alla Regione Toscana, il teatro riapre come Cinema La Compagnia, diventando la casa del documentario e dei festival di cinema fiorentini. 

## Descrizione

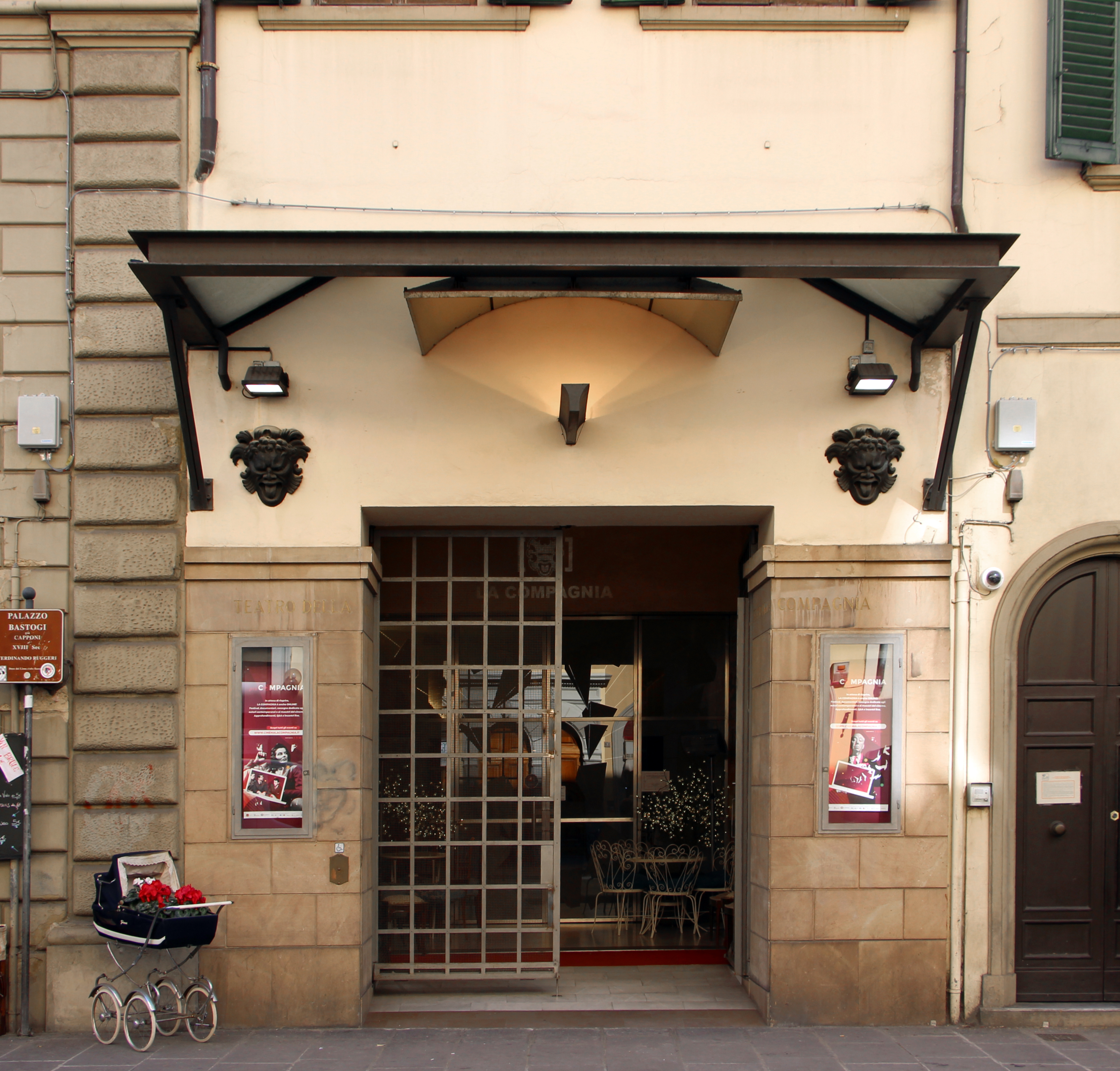
Ingresso su via Cavour

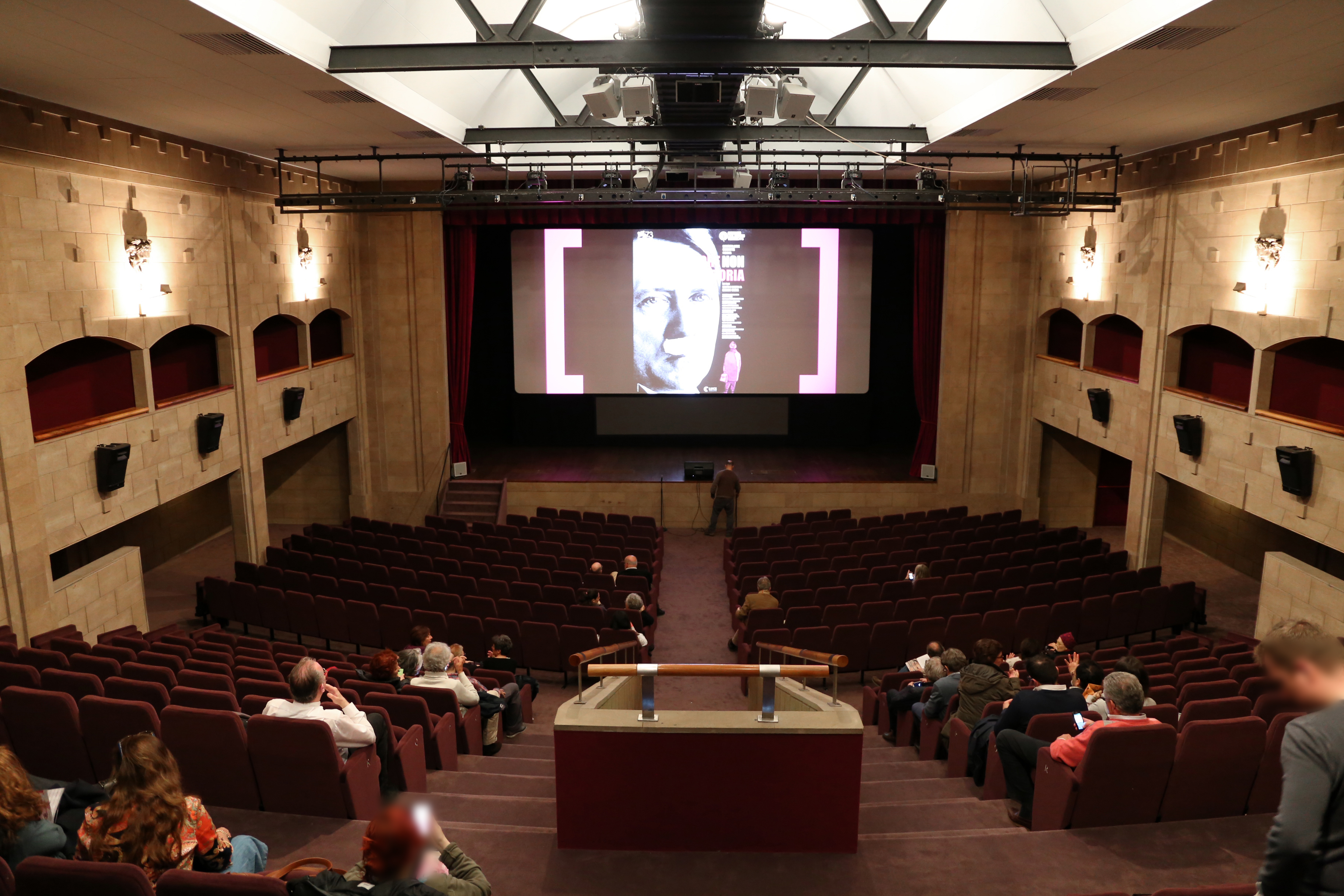
La sala

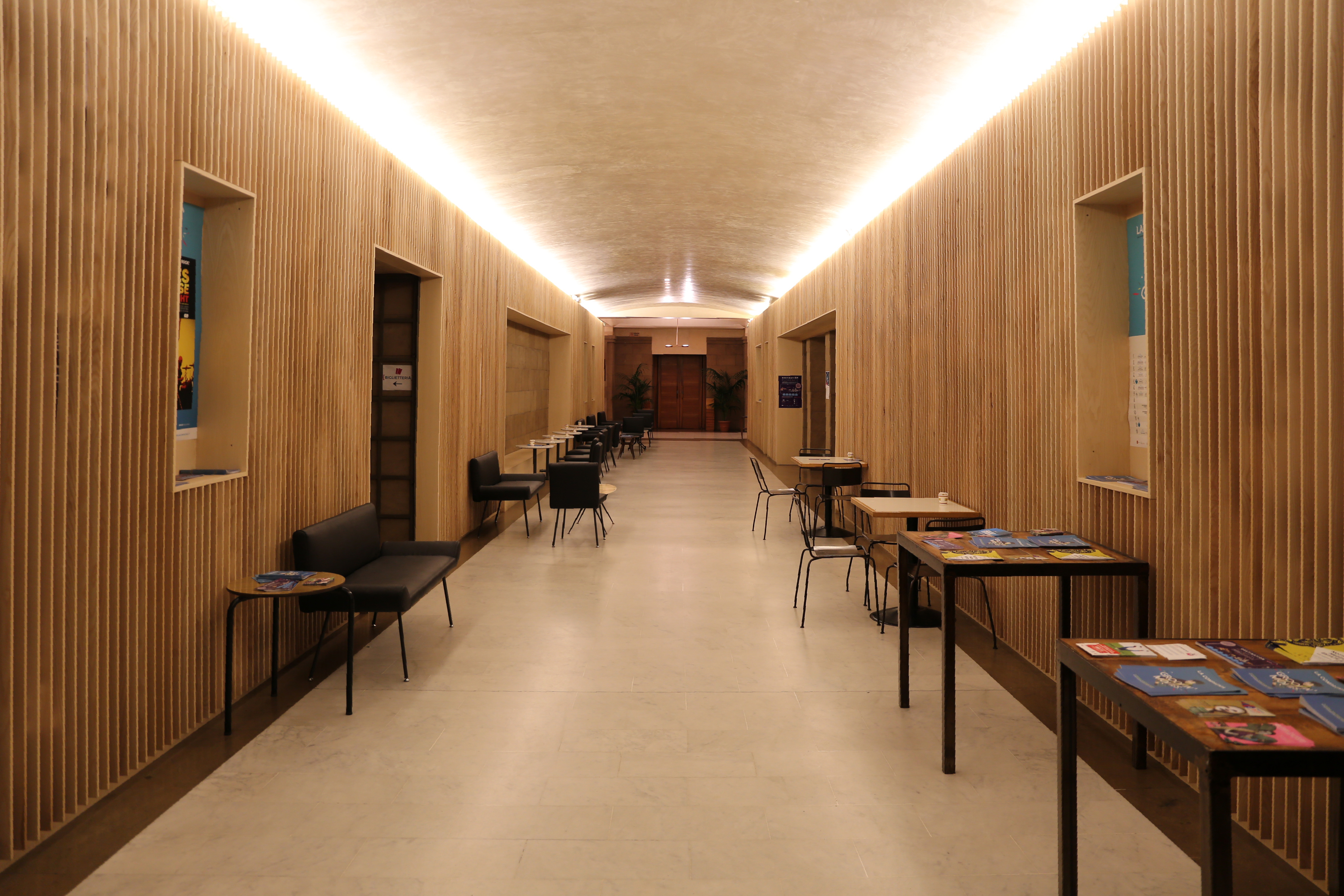
Foyer

L'esiguo fronte principale è inserito tra le facciate dei palazzi Bastogi, già Capponi, e Panciatichi mentre la sala occupa il sito di quello che in origine fu il giardino Bastogi.
Il fronte secondario, che si configura in realtà come principale, è allineato al filo stradale tramite la cortina del muro di recinzione dell'ex giardino Bastogi, dalla quale emerge, lievemente arretrato, il volume cieco della torre scenica.
L'edificio presenta uno sviluppo planimetrico estremamente articolato, determinato dalla necessità di riutilizzare le strutture del preesistente cinema, e connotato dall'articolarsi degli spazi attorno ad un asse longitudinale, elemento di penetrazione e di distribuzione al contempo.
Dal fronte principale, nel quale solo il basamento in pietra e la tettoia in vetro denotano la presenza della sala teatrale, si accede ad un profondo corridoio voltato a botte ai cui lati si dispongono, quasi "scavati" nella massa muraria, l'ottagono della biglietteria e l'esedra del bar, nonché un primo corpo di servizi, ed al termine del quale il foyer - anch'esso voltato a botte, a pianta rettangolare e disposto trasversalmente - funge da introibo alla platea, divenendo allo stesso tempo elemento di ricucitura tra i due assi longitudinali del vestibolo e della sala, lievemente sfalsati. Dopo un ulteriore spazio di sosta e di filtro un angusto "romitorio" centrale, memoria tangibile dei teatri e anfiteatri romani, immette nella platea e due scale laterali conducono ai palchi. La sala, a pianta rettangolare, si configura come una sintesi, riveduta e reinterpretata, tra i modelli dei teatri rinascimentali e le corti dei palazzi privati: quest'ultima connotazione di spazio interno - esterno è conseguita tramite il contrasto tra la massa compatta delle pareti lapidee e l'aerea superficie del soffitto a sezione mistilinea, dalla quale emergono, evidente reminiscenza delle macchine teatrali medievali, i corpi metallici del ponte tecnico e delle capriate.
Le pareti interne della sala sono rivestite in lastre di pietra rosata e concluse da una trabeazione con cornice dentellata: quelle dei lati principali risultano quadripartite tramite paraste e sono scandite al piano terra da portici architravati ed al piano superiore da logge con arco a sesto ribassato (due per ogni intercolumnio). La tessitura muraria è, all'interno di tali moduli, caratterizzata dall'emergere ritmico di blocchi lapidei aventi la funzione di animare la superficie sotto la luce e di risolvere problemi acustici. La superficie a terra è caratterizzata dal colore azzurro della moquette e delle poltroncine, mentre il sipario, anch'esso azzurro, doveva nelle intenzioni del progettista differenziarsi e configurarsi come fondale (il grande sipario doveva essere dipinto da Roberto Barni).
Oltre il boccascena si apre un ampio palcoscenico al quale corrisponde il puro volume stereometrico della torre scenica e dalla cui parete di fondo si accede direttamente su via Ricasoli. Parallelo all'asse della sala, si sviluppa quello secondario di accesso ai camerini ed ai servizi.
Relativamente ai rivestimenti interni, tutti gli spazi principali - atrio, foyer e disimpegni - presentano il tema conduttore delle pareti rivestite in pietra rosata a cui fanno da contrappunto sul pavimento il gioco riflettente dei marmi e sul soffitto la lucentezza di volte e solai intonacati ad encausto. Particolarmente raffinati il banco della biglietteria, in lastre di marmo rosso, e quello del bar, in cui l'emiciclo in pietra racchiude al centro il fusto di una preesistente colonna ionica in pietra serena.
Relativamente ai rivestimenti esterni, anch'essi in pietra rosata, di estrema raffinatezza l'inserimento dei caratteri in oro sulla cornice del basamento, che sul fronte denotano il nome dell'edificio teatrale e sul retro l'ingresso al palcoscenico e quello per gli artisti.

## Fortuna critica
Il giudizio critico sull'edificio è unanimemente positivo, tanto che esso viene, a ragione, considerato come uno dei pochi episodi interessanti di architettura contemporanea a Firenze.
Questa "architettura nascosta", come lo stesso progettista la definisce, risultò dunque prova assai convincente sia per la citazione di un ambiente esterno in uno spazio interno e per la sapiente combinazione tra l'eleganza del designer d'avanguardia e la sensibilità materica dell'artigiano (Belluzzi, 1994) sia per l'uso originale di due temi del lessico progettuale, ovvero la simmetria e la metamorfosi: "Natalini appartiene alla categoria dei progettisti che non identificano l'asse di simmetria con un'astratta entità geometrica, semmai con un elemento vitale e mobile. Inoltre partecipa all'esigua schiera dei detentori di un principio progettuale difficile, il principio della metamorfosi. Ossia di coloro che sanno creare ex novo un'architettura cangiante, che comincia in un modo e finisce di uno diverso, e insieme sanno pure trasporre per gradi una già data unità tipologico formale in una distinta, ma tale che non cancelli quella, anzi la preservi, e nel serbarla, la riveli e la rafforzi" (Savi, 1988, p. 76).

## Bibliografia

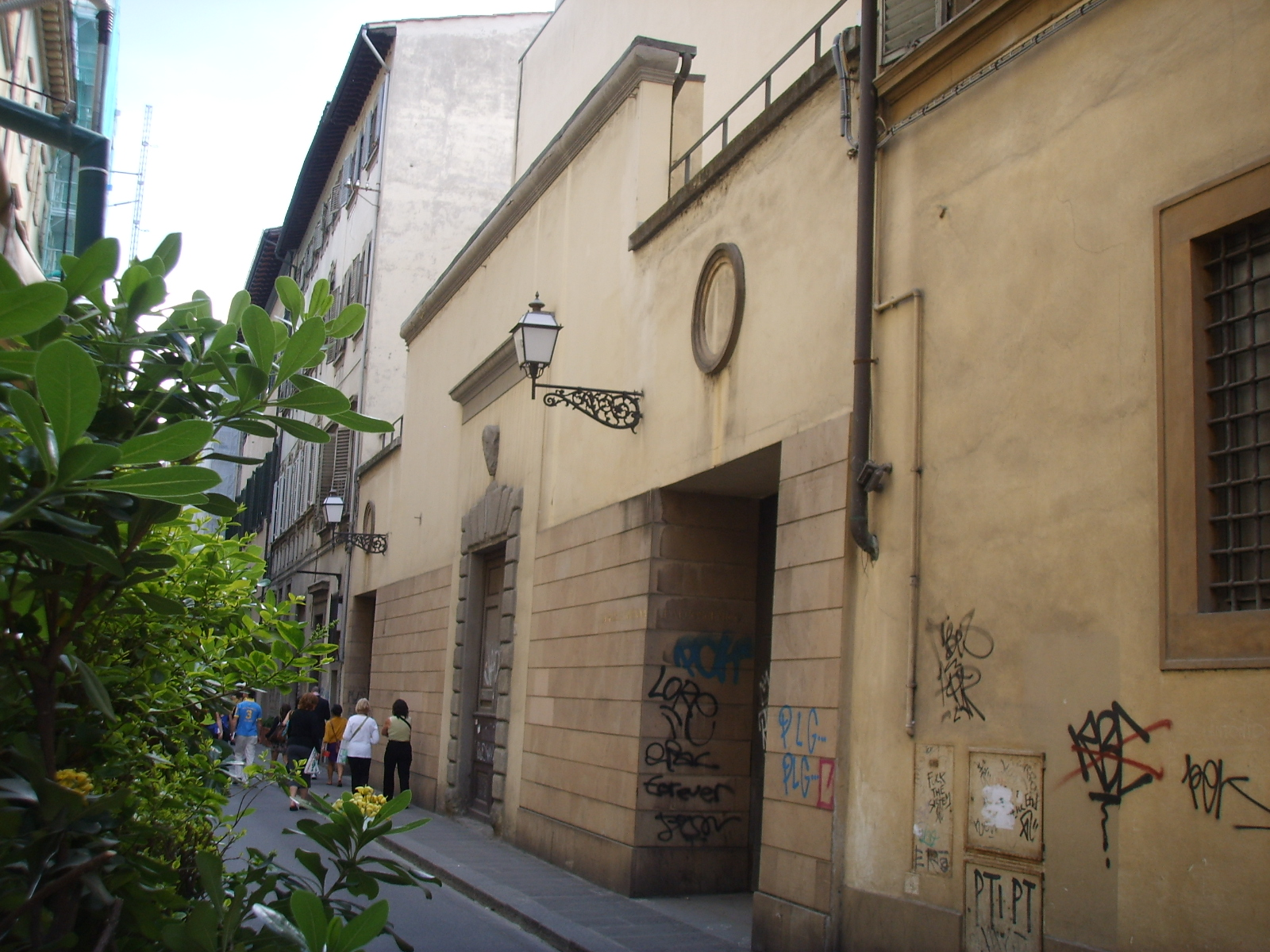
L'uscita su via Ricasoli